# Jesper Strömblad
Jesper Strömblad (Gotemburgo; 28 de noviembre de 1972) es un guitarrista sueco, fundador y exguitarrista de la banda sueca de death metal melódico In Flames. El 12 de febrero de 2010, Strömblad comunicó su decisión de abandonar el grupo en un mensaje en la web del grupo.

## Antecedentes
Strömblad comenzó a tocar música a la edad de 4 años, fue un violín su primer instrumento el cual desempeñó hasta los 12 años. A la edad de 12, ya no consideraba al violín como un instrumento 'cool' de tocar y comenzó a tocar la guitarra en su lugar.
Strömblad es conocido por tocar y haber sido miembro fundador de una serie de bandas y proyectos secundarios. Sin embargo, In Flames se ha mantenido hasta la fecha como su banda principal. Strömblad es el único miembro original de In Flames y es el principal compositor de la banda.
Strömblad es conocido por ser un ávido jugador de World of Warcraft, WoW, incluso portando una camiseta en el escenario. Mientras está fuera de casa, de gira, juega regularmente World of Warcraft en su ordenador portátil con su novia, la modelo sueca / BE Wendela, como una manera de mantenerse en contacto con ella. También toca una guitarra impresa con el logo de la facción de la horda de World of Warcraft.
También se le ha visto con una camiseta de la banda Exodus  y en el videoclip Touch of red se le ve con una camiseta de la banda Terrorizer .

### Proyectos
Strömblad es actualmente el bajista y guitarrista de la banda Dimension Zero, un proyecto que comenzó junto con el exguitarrista de In Flames Glenn Ljungström. Strömblad es actualmente miembro de otra banda proyecto que él comenzó llamado All Ends, para la cual él y su compañero de In Flames Björn Gelotte escriben la música. Ninguno de ellos planea participar en este proyecto debido al exigente calendarío de In Flames, pero continúan ayudando a la banda a escribir canciones. Recientemente viene trabajando en un proyecto, también junto a Glenn Ljungström y Marco Aro (exvocalista de The Haunted), The Resistance, con algunos conciertos y un primer tema lanzado.
Cyhra
Cyhra es un supergrupo sueco de heavy metal formado en 2017. Está formado por el vocalista Joacim "Jake E" Lundberg, el guitarrista rítmico Jesper Strömblad, el baterista alemán Alex Landenburg, el guitarrista principal finlandés Euge Valovirta y el tercer guitarrista Marcus Sunesson
The Halo Effect
Es una banda sueca de death metal melódico formada por exmiembros de In Flames. Están firmados con el sello Nuclear Blast.

### Discografía
Con The Resistance
- Rise from Treason (EP) (2013) - earMUSIC
- Scars	(2013) - earMUSIC

Con In Flames
- Lunar Strain (1994) - Wrong Again Records Records
- The Jester Race (1996) - Wrong Again Records Records
- Whoracle (1997) - Nuclear Blast Records
- Colony (1999) - Nuclear Blast Records
- Clayman (2000) - Nuclear Blast Records
- Reroute To Remain (2002) - Nuclear Blast Records
- Soundtrack To Your Escape (2004) - Nuclear Blast Records
- Come Clarity (2006) - Nuclear Blast/Ferret Music
- A Sense of Purpose (2008) - Nuclear Blast/Koch Records

Con Dimension Zero
- Silent Night Fever (2002) - Regain Records
- Penetrations from the Lost World Reedición (2003) - Regain Records/Toy's Factory/War Music
- This Is Hell (2003) - Regain Records
- He Who Shall Not Bleed (2007) - Regain/VIC REcords

Con Hammerfall
- Glory to the Brave (1997) - Nuclear Blast Records
- Legacy of Kings (1998) - Nuclear Blast Records
- Renegade (2000) - Nuclear Blast Records

Con Sinergy
- Beware the Heavens (1999) - Nuclear Blast Records

Con Ceremonial Oath
- The Book of Truth (1993) - Modern Primitive Records

Con Cyhra
- Letters to Myself (2017) - Universal Music
- No halos in hell (2019) - Nuclear Blast Records

All Ends
- Miembro fundador

Como invitado
- Misanthrope Visionnaire  (1997) - Último solo de guitarra en la canción "Hypocondrium Forces".
- Grievance The Phantom Novels (1999) - Guitarra (en todo el álbum).
- Annihilator Metal (2007) - Solo de guitarra en "Haunted".

## Equipo
Strömblad actualmente utiliza guitarras Cort.  Antes de la publicación de Reroute to Remain, Strömblad promovía guitarras ESP mediante el uso de una variante de la serie EX hasta que cambio a guitarras Gibson con su compañero de banda Björn Gelotte. Strömblad cambió a guitarras Gibson para la publicación de Reroute To Remain, pero regresó a ESP para la grabación de Soundtrack To Your Escape. Strömblad ha regresado ahora a Gibson desde el lanzamiento de Come Clarity. Strömblad utiliza la Gibson Flying V y Explorer Voodoo modelos, así como algunas Gibson Gothic Explorer II.
Ambos guitarristas de In Flames son conocidos por usar el amplificador Peavey 5150. Strömblad también utiliza el Line 6 POD montado en rack como Gelotte.